# Pouteria capacifolia
Pouteria capacifolia es una especie de árbol de la familia de las sapotáceas, endémica de Ecuador.

## Estado de conservación
Desde el año 2004 Pouteria capacifolia está incluida en la IUCN Redlist como una especie en peligro crítico de extinción.

## Taxonomía
Pouteria capacifolia fue descrita por el botánico estadounidense George Edmund Pilz y publicada en Selbyana 2(1): 60, en 1977.
Etimología
Pouteria: nombre genérico latinizado del vocablo en lengua kariña (o lengua galibi) pourama-pouteri, usado por el pueblo Kali'na (antiguamente Galibi o Caribe) como nombre vernáculo para designar a la especie Pouteria guianensis en la Guayana Francesa.

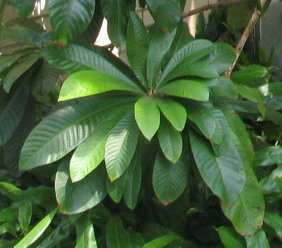
Árbol de la familia de plantas sapotáceas.

capacifolia: epíteto que se deriva de dos palabras latinas: capax (amplio) y folia (hoja); "de amplias hojas".